# 2022년 세계 피겨스케이팅 선수권 대회
2022년 세계 피겨스케이팅 선수권 대회(프랑스어: Championnats du monde de patinage artistique 2022)는 국제 빙상 경기 연맹(ISU) 주관으로 3월 21일부터 3월 27일까지 프랑스 몽펠리에 수드 드 프랑스 아레나에서 열린 국제 피겨스케이팅 대회이다. 남자 싱글, 여자 싱글, 페어, 아이스댄싱 네 종목이 진행된다. 2022년 러시아의 우크라이나 침공으로 인한 대러시아 제재 조치로 러시아와 벨라루스 선수들은 참가하지 못한다.

## 메달리스트
| 종목       | 금                                             | 은                                       | 동                                   |
| ---------- | ---------------------------------------------- | ---------------------------------------- | ------------------------------------ |
| 남자 싱글  | 우노 쇼마 일본 (JPN)                           | 가기야마 유마 일본 (JPN)                 | 빈센트 저우 미국 (USA)               |
| 여자 싱글  | 사카모토 가오리 일본 (JPN)                     | 루나 헨드릭스 벨기에 (BEL)               | 알리사 리우 미국 (USA)               |
| 페어       | 미국 (USA) 알렉사 니어림 브랜던 프레이저       | 캐나다 (CAN) 버네사 제임스 에릭 래드퍼드 | 일본 (JPN) 미우라 리쿠 기하라 류이치 |
| 아이스댄스 | 프랑스 (FRA) 가브리엘라 파파다키스 기욤 시즈롱 | 미국 (USA) 매디슨 허블 재커리 도너휴     | 미국 (USA) 매디슨 척 에번 베이츠     |